# Tractat d'Orvieto
El Tractat d'Orvieto fou un pacte signat el 1281 per Carles I de Sicília, el dux de Venècia Joan Dandolo i Felip de Courtenay, emperador llatí titular, per recuperar l'Imperi Llatí, sota l'impuls del papa Martí IV. L'acord pretenia restaurar el domini llatí, tant civil com eclesiàstic, a Grècia, però quedà en lletra morta quan la Guerra de les Vespres Sicilianes força Carles a desviar els seus recursos per intentar recuperar Sicília.

## Context
Feia temps que Carles frisava per formar un imperi a la Mediterrània. Germà petit del rei francès Lluís IX, havia ampliat el seu apanatge de Provença gràcies a les seves accions a favor del papat contra els Hohenstaufen el 1263. Poc després de ser recompensat amb el Regne de Sicília com a feu papal, començà a preparar noves conquestes a l'est. Havent derrotat Manfred de Sicília el 1266, Carles envià un exèrcit a Albània per arrabassar-li el dot a la vídua de Manfred, Helena de l'Epir.
Aquest acte obrí les hostilitats entre Carles i l'emperador romà d'Orient, Miquel VIII Paleòleg, al teatre adriàtic. Balduí II de Courtenay, aleshores emperador llatí titular, era un aliat natural per a Carles. Des que havia estat expulsat de Constantinoble per Miquel VIII el 1261, vivia pràcticament en la misèria i cercava desesperadament ajut per recuperar el seu imperi. Carles li oferí el seu suport a un preu molt alt: el 1267, signaren el Tractat de Viterbo, pel qual Carles es comprometia a ajudar a reconquerir l'Imperi Llatí a canvi del senyoratge sobre Acaia i altres concessions importants.
Tanmateix, la invasió d'Itàlia per Conradí i la Vuitena Croada forçaren Carles a retardar la seva intervenció. El papa Gregori X emprengué negociacions per aconseguir la unió de les esglésies catòlica i ortodoxa i prohibí a Carles atacar Constantinoble. Per altra banda, l'animà a adquirir els drets de Maria d'Antioquia sobre el Regne de Jerusalem el 1277. Carles envià un batlle a Terra Santa per governar-la en nom seu. Aquesta idea formava part de l'estratègia papal d'assegurar la supervivència del Regne de Jerusalem integrant-lo en un imperi mediterrani aliat amb la casa reial francesa, que proporcionaria els recursos necessaris per defensar-lo. El 1278 també passà a governar directament el Principat d'Acaia en virtut d'una de les disposicions del Tractat de Viterbo.
L'accessió del papa Martí IV, completament subordinat als designis de Carles, deixà via lliure a les seves ambicions. El nou papa declarà que la Unió de les Esglésies havia fracassat i aplanà el camí al projecte de conquesta de Carles. Igual que el Tractat de Viterbo, es preveia que la nova aliança contra els romans d'Orient unís les armes de Carles i el cap dinàstic de l'Imperi Llatí (Felip de Courtenay des de la mort de Balduí II el 1273) sota l'autoritat papal. A més a més, els venecians, que havien tingut un paper clau en l'Imperi Llatí, però no havien signat el Tractat de Viterbo, passarien a incorporar-se a l'aliança.

## Disposicions

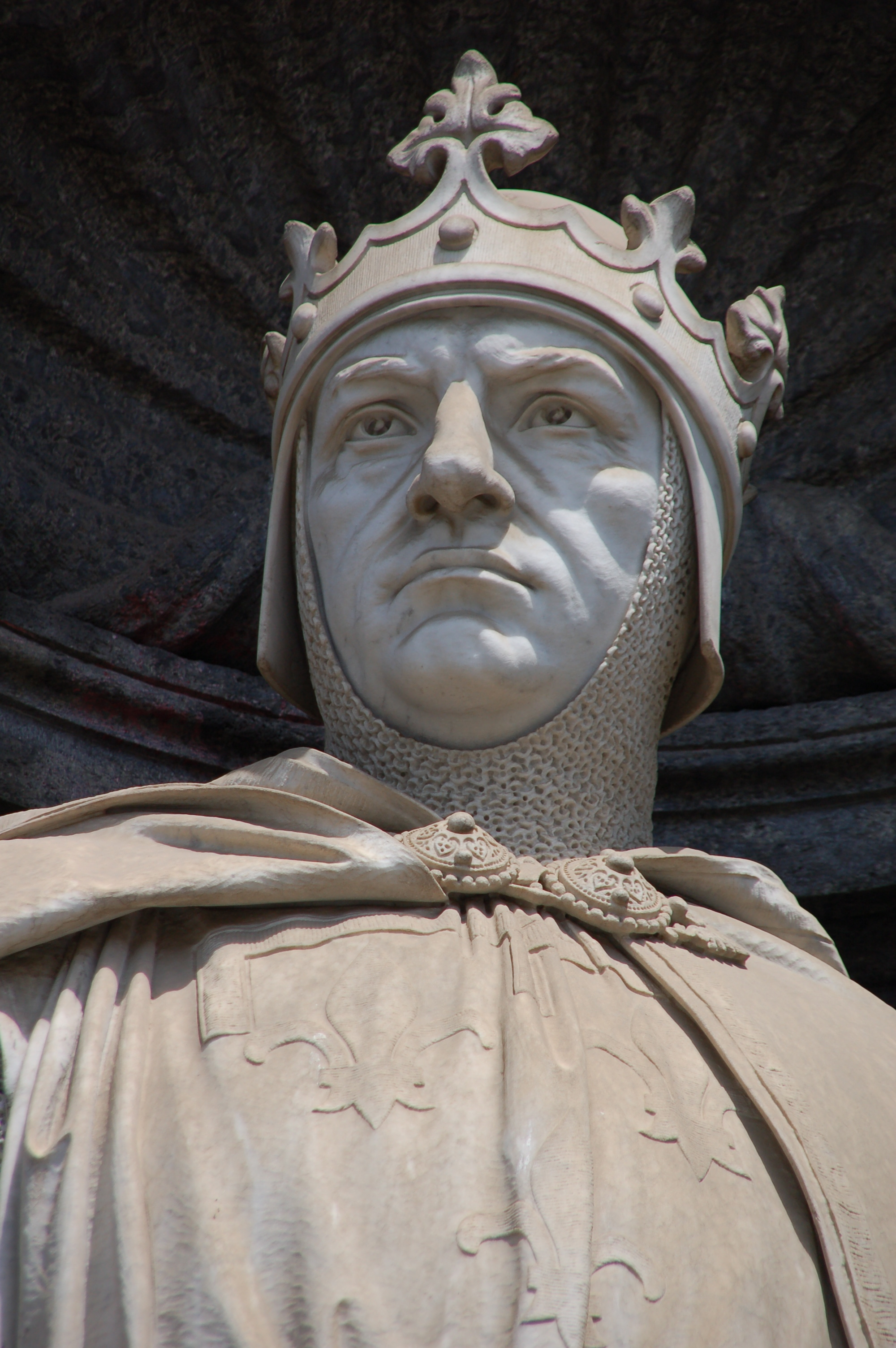
Carles I de Sicília, una de les altes parts contractants del tractat

Igual que el Tractat de Viterbo, el nou tractat fou signat a la cúria papal, que Martí IV havia traslladat a Orvieto després que Viterbo fos posat sota interdicte per empresonar dos cardenals. El seu objectiu declarat era deposar l'emperador romà d'Orient, Miquel VIII, en benefici de Felip i implementar la Unió de les Esglésies per retornar l'església ortodoxa a l'obediència papal. Tanmateix, els seus motius pràctics eren restablir l'Imperi Llatí sota domini angeví i restaurar els privilegis comercials dels venecians a Constantinoble.
En virtut del tractat, Felip i Carles havien de fornir 8.000 tropes i muntures i prou naus per transportar-les a Constantinoble. Felip, Dandolo i Carles o el seu fill, Carles, príncep de Salerno, acompanyarien personalment l'expedició. A la pràctica, seria Carles qui proveiria gairebé totes les tropes, car els recursos de Felip eren pocs o nuls. Els venecians proporcionarien quaranta galeres per escortar la flota invasora, que salparia de Bríndisi a tot tardar l'abril del 1283. Una vegada retornat al tron, Felip confirmaria les concessions del Tractat de Viterbo i els privilegis concedits a Venècia en la fundació de l'Imperi Llatí, incloent-hi el reconeixement del dux com a dominator d'«una quarta part i una vuitena part de l'Imperi Llatí».
Així mateix, es redactà un segon document per organitzar una avançada que precedís l'expedició principal del 1283. Carles i Felip havien de fornir quinze naus i deu transports amb uns 300 homes i cavalls. Els venecians havien de subministrar quinze vaixells de guerra durant set mesos a l'any. Aquestes forces farien la guerra a Miquel VIII i els «altres ocupants» de l'Imperi Llatí (presumiblement la República de Gènova) i es reunirien a Corfú l'1 de maig del 1282 per aplanar el camí a la invasió que es produiria l'any següent.
Carles i Felip signaren els dos tractats el 3 de juliol del 1281. Foren ratificats pel dux de Venècia el 2 d'agost del mateix any.

## Conseqüències
Unes setmanes després de la signatura del tractat, Martí IV excomunicà Miquel VIII. S'emprengueren els preparatius per a l'expedició i es produïren algunes escaramusses prop d'Eubea. Nicèfor I, dèspota de l'Epir, també conclogué un tractat amb Carles, Felip i Dandolo el setembre del 1281. Tanmateix, el 30 de març del 1282, poc abans de la data prevista per a l'inici de la invasió, esclataren les Vespres Sicilianes. La guerra civil que la seguí partí el Regne de Sicília en dos i obligà Carles a passar-se la resta de la vida intentant sufocar la revolta. Els seus descendents mantingueren un control cada vegada més tènue sobre parts de l'Imperi Llatí, però mai no s'arribà a emprendre cap gran operació contra Constantinoble.